# Synagogue de Hegedűs Gyula utca
La Synagogue de Hegedűs Gyula utca (en hongrois : Hegedűs Gyula utcai zsinagóga) est une synagogue située dans le quartier d'Újlipótváros, dans le 13e arrondissement de Budapest.